# Telarche

Skala Tannera: dojrzewanie płciowe u dziewczynek.

Telarche – termin określający rozpoczęcie dojrzewania gruczołów piersiowych u dziewcząt w trakcie dojrzewania płciowego.
Stopień rozwoju gruczołów sutkowych określa pięciostopniowa skala Tannera dla sutka (M – łac. mamma – sutek).
- M1 – stadium dziecięce; otoczka brodawki sutkowej płaska, blada
- M2 – stadium „pączka”; otoczka brodawki i brodawka poszerzona i uwypuklona
- M3 – otoczka brodawki i brodawka uwypuklone, pojawia się wzgórek tkanki tłuszczowej pod brodawką i otoczką
- M4 – otoczka brodawki i brodawka uwypuklone, powstaje wtórny wzgórek ponad wzgórkiem z tkanki tłuszczowej
- M5 – stadium dojrzałe; zanik wzgórka wtórnego, brodawka sutkowa silnie pigmentowana, wysunięta; pierś zaokrąglona, zbudowana z tkanki tłuszczowej i gruczołowej